# Корона королевы Елизаветы
Корона королевы Елизаветы (королевы-матери; англ. Crown of queen Elizabeth) была изготовлена в 1937 году по случаю коронации короля Великобритании Георга VI и его супруги Елизаветы Боуз-Лайон. Корона изготовлена из платины и украшена 2465 бриллиантами, среди которых знаменитый 105-каратный Кохинур, а также 17-каратный бриллиант, подаренный Султаном Османской империи королеве Виктории.
Многие камни для короны королевы Елизаветы были изъяты из короны королевы Марии. Корона была изготовлена одной из самых престижных ювелирных фирм — Garrard&Co. Дизайн короны схож с дизайном короны королевы Марии — как и в короне королевы Марии, в короне королевы Елизаветы полуарки съёмные, что позволяло носить корону как диадему.
В 1953 году Индия заявила свои права на бриллиант Кохинур (самый крупный бриллиант в короне), изъясняя это тем, что якобы британцы незаконно вывезли его из Индии. Но англичане дали понять индийцам, что возвращать бриллиант не собираются.
После смерти мужа королева-мать носила корону только без полуарок. В 2002 году во время её похорон корона была установлена на гроб во время траурной процессии по улицам Лондона.
Сейчас корона демонстрируется в сокровищнице Британской короны в Тауэре.